# 見澤譲治
見澤 譲治（みさわ じょうじ、1962年3月13日 - ）は、地方競馬の浦和競馬場海馬澤司厩舎所属だった元騎手で、現在は弟弟子であった繁田健一厩舎の厩務員である。元埼玉県騎手会会長。
幾たびもNARグランプリの優秀騎手賞を獲得した浦和競馬を代表するベテランジョッキー。重賞優勝回数は少ないが、2003年に行われた第1回佐々木竹見カップ ジョッキーズグランプリでの優勝が光る。

## 来歴
1978年9月29日付けで地方競馬騎手免許を取得。同年10月19日にレース初騎乗。同年11月14日に初勝利を挙げる。中央競馬では、1995年3月26日にスプリングステークスでスターギャラクシーに騎乗するため中山競馬場に遠征し、同日第1競走の4歳未出走戦でオッシレーターに騎乗（16頭立て12番人気15着）したのが初騎乗である。
2001年1月22日の浦和競馬第1競走をピアポイント号で制し、地方競馬通算1000勝達成。
2001年9月26日、大井競馬場で行われた「日米友好ジョッキーズ・シリーズ」に出場し、12人中8位となる。翌2002年9月26日に行われた同シリーズでは12人中11位となる。
2003年1月28日、川崎競馬場で行われた「佐々木竹見カップ 第1回ジョッキーズグランプリ」に出場し、総合優勝を果たす（12人中）。2004年の第2回（14人中10位）、2005年の第3回にも出場した。
2008年2月12日、浦和競馬第1競走の4歳二組条件戦（119万円以上155万円未満）をワンダータキシードで優勝（12頭立て3番人気）し、10796戦目で地方競馬通算1300勝を達成。2017年8月31日をもって引退したことが発表された。
地方通算成績は13524戦1504勝・2着1311回・3着1247回・勝率11.1%・連対率20.8%。中央競馬36戦0勝2着1回3着3回。

## 受賞歴
- NARグランプリ優秀騎手賞（1993年、1996年-2003年）[8]

## 主な騎乗馬
- ワンダールナ（桜花賞）
- メイワハヤテ（しらさぎ賞）
- スターギャラクシー（平和賞）
- ファイヤープリンス（ニューイヤーカップ）
- ヤギュウノオトヒメ（ユングフラウ賞）
- ビクトリアキャッチ（ユングフラウ賞）
- クラシカルマウント